# Girolamo Brusoni
Girolamo Brusoni (Badia Vangadizza, 1614 – dopo il 1686) è stato un letterato e scrittore italiano.

## Biografia
Originario probabilmente del Polesine, dopo gli studi iniziali a Badia, nel 1621 seguì la famiglia a Ferrara ove proseguì la sua formazione culturale per poi laurearsi a Padova. Partecipe dell'ambiente libertino della Venezia del tempo, amico di Ferrante Pallavicino, entrò a far parte dell'Accademia degli Incogniti, il cui maggior esponente era all'epoca il letterato e mecenate Giovan Francesco Loredan.
La sua vita è segnata da diverse scelte incoerenti che lo videro entrare nel chiostro ed uscirne per ben tre volte.
Tra le sue opere giovanili vale la pena ricordare Le turbolenze delle vestali, romanzo che mette in scena i vizi all'interno dei monasteri. Tuttavia, dopo la condanna a morte di Pallavicino, anch'egli membro dell'Accademia degli incogniti, l'esperienza della prigionia (da cui ricavò l'opera Il camerotto) e il riavvicinamento, indotto da ragioni di politica internazionale in particolare la guerra di Candia, dei rapporti diplomatici tra Serenissima e Stato della Chiesa, riavvicinamento che aveva comportato anche il rientro nella Repubblica dei gesuiti, i toni dell'Accademia degli Incogniti si affievoliranno, effetto che si ripercuterà anche nell'opera letteraria del Brusoni.
Nel 1652, dopo essere uscito per la terza volta dal chiostro, scrive l'Orestilla (1652), romanzo dai forti tratti autobiografici, dove il protagonista, Filiterno, è vittima di uno strano caso psicologico che lo vede difensore dell'infedeltà e pur tuttavia incapace ad abbandonarsi all'atto amoroso.
Brusoni è anche l'autore di una Historia d'Italia (1656), che precede la trilogia di Glisomiro formata dai romanzi La gondola a tre remi (1657), Il carrozzino alla moda (1658) e La peota smarrita (1662). Carlo Goldoni riprenderà questa critica sui costumi della decadente società veneziana un secolo dopo.

## Opere
- Lo scherzo di fortuna, In Venetia, per Gasparo Corradici, 1641.
- L'ambizione calpestata, In Venetia, per Gasparo Corradici, 1641.
- Gli aborti dell'occasione, In Venezia, presso il Sarzina, 1641.
- Delle lettere amorose de Girolamo Brusoni. Libri quattro, In Venezia, appresso Guglielmo Oddoni, 1642.
- De' complimenti amorosi di Girolamo Brusoni libri due, a cura di Giovanni Battista Fusconi, In Venetia, presso Gasparo Corradici, 1643.
- Il camerotto, In Vinezia, per Francesco Valuasense, 1645.
- Le glorie de gli Incogniti o vero gli huomini illustri dell'Accademia de' signori Incogniti di Venetia, In Venetia, appresso Francesco Valvasense stampator dell'Accademia, 1647.
- L'Ardemia. Favola eroicomica, 1650?
- La Orestilla, In Venetia, appresso li Guerigli, 1652.
- Dell'amante maltrattato di Girolamo Brusoni libri otto ..., In Venezia, per Francesco Storti, 1654.
- Della felismena di Girolamo Brusoni libri sei, In Venezia, per Francesco Storti, 1657.
- La gondola a tre remi, In Venetia, per Francesco Storti, 1657. Nuova edizione a cura di Franco Lanza, Milano, Marzorati, 1971.
- Dell'historie universali d'Europa compendiate da Girolamo Brusoni, 2 voll., Venetia, per Francesco Storti, 1657.
- Il carrozzino, In Venetia, appresso Gio. Ricardini, 1658.
- Degli amori tragici, 1658? Nuova edizione a cura di Emanuela Bufacchi, Roma, Salerno, 2009. ISBN 978-88-8402-640-8.
- I sogni di Parnaso, 1660?
- Historia d'Italia di Girolamo Brusoni. Dall'anno 1627 fino al 1660, In Venetia, per Francesco Storti, alla libraria della fortezza, 1660.
- De' concetti politici, e morali raccolti, e illustrati con varie osservazioni istoriche, In Cesena, per il Neri, 1661.
- La fuggitiva di Girolamo Brusoni. Libri quattro, In Venetia, appresso Francesco Armanni & Alessandro Zatta, 1662.
- La peota smarrita, In Venetia, per Gasparo Storti, 1662.
- Le campagne dell'Ungheria de gl'anni 1663 e 1664 raccolte e descritte da Girolamo Brusoni ..., In Venetia, appresso Valentino Mortali, 1665.
- L'Antigenide. Favola musicale, 1670?
- Poesie e drami, ?